# ماكسيميليان تالهامر
ماكسيميليان تالهامر (بالألمانية: Maximilian Thalhammer) هو لاعب كرة قدم ألماني في مركز الوسط، ولد في 10 يوليو 1997 في فرايزنغ في ألمانيا. لعب مع إنغولشتات 04.

## وصلات خارجية
- ماكسيميليان تالهامر على موقع قاعدة بيانات كرة القدم.إي يو (الإنجليزية)
- ماكسيميليان تالهامر على موقع عالم كرة القدم.نت (الإنجليزية)